# Siglo XXXVII a. C.

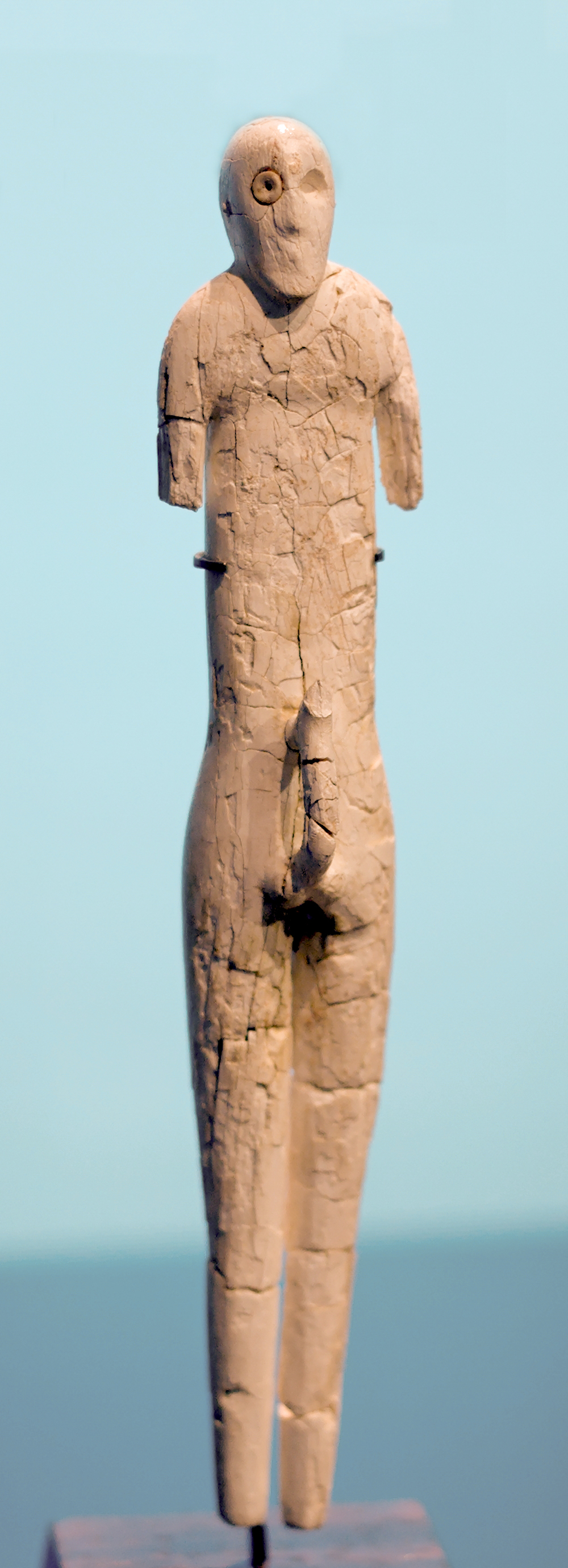
Escultura itifálica naqada

El siglo XXXVII antes de nuestra era comenzó el 1 de enero de 3700 a. C. y terminó el 31 de diciembre de 3601 a. C.

## Acontecimientos
- 3700 a. C.: en Mesopotamia (actual Irak) termina el período de El Obeid. Aparición de construcciones de prestigio (palacios, templos). Explosión demográfica en Gawa, Eridú, Uruk.
- 3650 a. C.: en Mesopotamia se inventan los vehículos con ruedas (tirados por bueyes u onagros). Esta tecnología se esparce rápidamente hacia el sur de Asia y Europa.
- 3650 a. C.: en Ucrania se empiezan a enterrar a los muertos en tumbas, primeras sepulturas en vehículos (carros con ruedas tirados por bueyes).
- 3600 a. C.: en el actual Nuevo México (EE. UU.), los indígenas locales consumen palomitas de maíz (en 1948 se encontraron en cuevas de murciélagos y fueron datadas de 5600 años atrás).
- En el Alto Egipto se desarrolla la cultura Naqada.
- En Chiribiquete (Caquetá, Colombia) se pintan figuras sobre las paredes (arte rupestre).